# MultiSoft Kft.
A MultiSoft Számítástechnikai Kft. egy magyar szoftverfejlesztő cég.

## Története
A teljes mértékben magyar tulajdonú cég az SZKI megszűnése után 1991-ben alakult meg hét munkatárssal. 
Fő profilja kezdetben a szoftverfejlesztés és szoftverexport volt, valamint egyedi termékek, megoldások szállítása a megrendelők számára.
2000 májusában a cég a Microsoft Dynamics partner lett, és a Microsoft Dynamics NAV vállalatirányítási rendszerre, illetve a Microsoft Dynamics CRM ügyfélkapcsolat-kezelő szoftverre specializálódott.
2003 óta a Philips viszonteladó partnereként digitális diktálási rendszerekkel is foglalkozik a vállalat, mely szolgáltatást elsősorban jogi, egészségügyi és közigazgatási intézmények használják.
2011-ben kifejlesztette a Microsoft Dynamics NAV mobil eszközön elérhető alkalmazását (MobileNAV), ami egyedülálló megoldást jelent az irodán kívül dolgozó kollégák munkájának hatékonyabbá tételében.
2013-ban a vállalat tovább bővítette portfólióját. Canon partnereként a Therefore dokumentum- és munkafolyamat-kezelő szoftver testreszabásával, oktatásával és támogatásával is foglalkozik.

## Termékek, üzletágak

### Üzleti megoldások
Személyre szabott informatikai megoldások fejlesztése kis és középvállalkozások részére. Vállalatirányítási rendszerek, ügyfélkapcsolati rendszerek, dokumentumkezelő szoftverek testreszabása az üzletág elsődleges feladata.
- Microsoft Dynamics NAV - Vállalatirányítási rendszer

A Microsoft Dynamics NAV elsősorban kis- és középvállalatok számára fejlesztett integrált vállalatirányítási rendszer.
- Microsoft Dynamics CRM - Ügyfélkapcsolatkezelő rendszer

A Microsoft Dynamics CRM ügyfélkapcsolat-kezelő rendszer, mely a telepített verzió mellett felhő-alapon és mobil applikáció formájában is elérhető.
- InfoKincstár – Dokumentum- és munkafolyamat-kezelő megoldás

A Canon nemzetközileg elismert Therefore információ-menedzsment rendszerén alapuló dokumentum- és munkafolyamat-kezelő rendszer.

### Digitális diktálási rendszerek
Hivatalos Speech Processing Solutions (Philips) viszonteladói partner. Eleinte diktálási szoftvereket fejlesztettek, mára már komplett diktáló és leíró rendszerek értékesítésével is foglalkoznak.

### Innováció
Az általuk forgalmazott vállalatirányítási rendszerhez készítettek mobil applikációt, a MobileNAV-ot, amely 2014-ben minősített Microsoft bővítmény (Certified for Microsoft Dynamics) lett. 
- MobileNAV alkalmazás, mely a Microsoft Dynamics NAV rendszer mobil eszközökre optimalizált megoldása. Segítségével elérhetővé váltak a Dynamics NAV rendszerben lévő funkciók és valós idejű adatok mobil eszközökről, mindezt az asztali klienseken megszokott módon. Online és offline munkavégzést biztosít tipikusan terepen végzett tevékenységek esetén.

- Cégesebéd alkalmazás, amely oldalon keresztül a felhasználó vállalat munkatársai megrendelhetik az általuk fogyasztani kívánt ételeket.

### Tesztelés
A Digitális diktálási rendszerek és az Innováció által fejlesztett termékek tesztelése zajlik itt.

## Elismerések
A MultiSoft Kft. számos díjat elnyert:
- 2014 President's Club for Microsoft Dynamics
- 2014 Certified for Microsoft Dynamics Addon a MobileNAV
- 2013 President’s Club for Microsoft Dynamics
- 2011 Microsoft Small Business Specialist
- 2011 Legsikeresebb Dynamics Partner
- 2010 Microsoft Gold Certified Partner
- 2010 President’s Club for Microsoft Dynamics
- 2010 Legnagyobb Hazai Microsoft Dynamics Partner
- 2009 President’s Club for Microsoft Dynamics